# Ceresium curtipenne
Ceresium curtipenne là một loài bọ cánh cứng trong họ Cerambycidae.